# Кирилівська сільська рада (Красноградський район)
Кири́лівська сільська́ ра́да — адміністративно-територіальна одиниця та орган місцевого самоврядування у Красноградському районі Харківської області. Адміністративний центр — село Кирилівка.

## Загальні відомості
- Кирилівська сільська рада утворена в 1920 році.
- Територія ради: 56,457 км²
- Населення ради: 801 особа (станом на 2001 рік)
- Територією ради протікає річка Берестовенька.

## Населені пункти
Сільській раді були підпорядковані населені пункти:
- с. Кирилівка
- с. Високе
- с. Світле
- с. Червоне

## Склад ради
Рада складалася з 16 депутатів та голови.
- Голова ради: Мірошниченко Наталія Миколаївна
- Секретар ради: Валько Ольга Павлівна

### Керівний склад попередніх скликань
| Прізвище, ім'я, по батькові     | Основні відомості                                                                       | Дата обрання | Дата звільнення |
| ------------------------------- | --------------------------------------------------------------------------------------- | ------------ | --------------- |
| Мірошніченко Наталія Миколаївна | Сільський голова, 1957 року народження, позапартійна                                    | 26.03.2006   | 31.10.2010      |
| Мірошниченко Наталія Миколаївна | Сільський голова, 1957 року народження, освіта середня спеціальна, член Партії регіонів | 31.10.2010   |                 |

Примітка: таблиця складена за даними сайту Верховної Ради України

### Депутати
За результатами місцевих виборів 2010 року депутатами ради стали:

#### За суб'єктами висування
| Суб'єкт висування      | Кількість обраних депутатів | %    |
| ---------------------- | --------------------------- | ---- |
| Партія регіонів        | 7                           | 43,8 |
| Самовисування          | 7                           | 43,8 |
| Аграрна партія України | 2                           | 12,5 |

#### За округами
| № округу               | Прізвище, ім'я, по батькові     | Дата визнання обраним | Освіта             | Партійна приналежність                        | Відомості про обраного депутата           |
| ---------------------- | ------------------------------- | --------------------- | ------------------ | --------------------------------------------- | ----------------------------------------- |
| Аграрна партія України |                                 |                       |                    |                                               |                                           |
| 4                      | Кандзюба Ганна Антонівна        | 04.11.2010            | середня спеціальна | член Аграрної партії України                  | пенсіонер                                 |
| 16                     | Лисенко Володимир Васильович    | 04.11.2010            | вища               | член Аграрної партії України                  | тимчасово не працює                       |
| Партія регіонів        |                                 |                       |                    |                                               |                                           |
| 2                      | Валько Ольга Павлівна           | 04.11.2010            | середня спеціальна | член Партії регіонів                          | Кирилівська сільська рада, секретар       |
| 5                      | Даниленко Світлана Анатоліївна  | 04.11.2010            | середня спеціальна | член Партії регіонів                          | ФБУ «Укрбургаз», кухар                    |
| 6                      | Аксюта Ольга Олексіївна         | 04.11.2010            | середня спеціальна | член Партії регіонів                          | Кирилівська сільська рада, землевпорядник |
| 8                      | Свириденко Надія Олександрівна  | 04.11.2010            | середня            | член Партії регіонів                          | тимчасово не працює                       |
| 10                     | Ткаченко Микола Тихонович       | 04.11.2010            | середня            | член Партії регіонів                          | пенсіонер                                 |
| 14                     | Кириченко Олександр Олексійович | 04.11.2010            | середня            | член Партії регіонів                          | Христщенське УБР, водій                   |
| 15                     | Литовченко Галина Михайлівна    | 04.11.2010            | середня            | член Партії регіонів                          | тимчасово не працює                       |
| Самовисування          |                                 |                       |                    |                                               |                                           |
| 1                      | Минкін Геннадій Анатолійович    | 04.11.2010            | середня            | член Соціалістичної партії України            | ПСП «ім. Щорса», механізатор              |
| 3                      | Ткаченко Антоніна Іванівна      | 04.11.2010            | середня спеціальна | позапартійна                                  | ФБУ «Укрбургаз», кухар                    |
| 7                      | Нерушенко Тетяна Євгеніївна     | 04.11.2010            | вища               | член Всеукраїнського об'єднання «Батьківщина» | пенсіонер                                 |
| 9                      | Ткаченко Василь Миколайович     | 04.11.2010            | середня спеціальна | позапартійний                                 | ПСП «ім. Щорса», механізатор              |
| 11                     | Сухина Іван Федотович           | 04.11.2010            | середня спеціальна | позапартійний                                 | пенсіонер                                 |
| 12                     | Забара Анатолій Миколайович     | 04.11.2010            | середня спеціальна | позапартійний                                 | приватний підприємець                     |
| 13                     | Пркоф'єва Юлія Петрівна         | 04.11.2010            | середня спеціальна | позапартійна                                  | ФАБ с. Високе, молодша медсестра          |

## Населення
Згідно з переписом УРСР 1989 року чисельність наявного населення сільської ради становила 924 особи, з яких 388 чоловіків та 536 жінок.
За переписом населення України 2001 року в сільській раді мешкали 803 особи.

### Мова
Розподіл населення за рідною мовою за даними перепису 2001 року:
| Мова       | Відсоток |
| ---------- | -------- |
| українська | 88,14 %  |
| російська  | 11,61 %  |
| білоруська | 0,12 %   |